# Thomas Payer
| 133243 Essen | 2 settembre 2003 |

Thomas Payer (...) è un astronomo tedesco.
Il Minor Planet Center gli accredita la scoperta di quattro asteroidi, effettuate tra il 2002 e il 2003.